# 広島 昭和二十年
『広島 昭和二十年』（ひろしま しょうわにじゅうねん）は、1975年、大佐古一郎が著し中公新書の一冊（No.404）として刊行されたノンフィクション作品である。

## 概要
中国新聞記者であった著者が、就職以来の習慣であった日録（取材日記）のうち1945年（昭和20年）の分を新たに再編集したものである。当初、1975年1月に始まった『中国新聞』夕刊の連載企画「昭和二十年 - ヒロシマ記者の日記から」として執筆・掲載されたのち、同年8月に中公新書として刊行された。
本書は全5章からなり、大まかに前半の第一章「暗雲垂れこめる日本」（元日〜3月8日）・第二章「空襲に次ぐ空襲」（3月9日〜8月5日）で原爆投下以前、後半では第三章「この世の地獄」（8月6日〜14日）で被爆直後から敗戦直前まで、第四章「日本、無条件降伏」（8月15日〜31日）・第五章「虚脱と混乱と反省と」（9月2日〜12月31日）で敗戦後の状況がそれぞれ綴られている。このため本書は著者による原爆体験記としての性格も持っているものの、全体の2/3程度の分量は被爆以前の記述に割かれている。
日録としての性格から、第二次世界大戦末期から敗戦直後に至るまでの中堅新聞記者としての著者の身辺雑記を中心とする一方で、中国新聞を中心とした当時の広島市における新聞ジャーナリズムの状況、また大佐古が県政担当の記者であった関係から、彼が見聞した当時の広島県庁・中国総監府の動向、さらに戦争末期の流言など荒廃した世相を比較的詳細に記述している点に特色がある。これに対し、被爆直後については著者が直接見聞した状況を中心とする記述にとどめられているが、8月6日当日の午後、焼け跡となった広島城内（二の丸址）で被爆した米軍捕虜と遭遇（pp.183-184）し、また中国軍管区司令部で参謀長の松村秀逸陸軍少将から「新型爆弾による爆撃で相当の被害」との旨の"幻の司令部発表"を受けたエピソード（p.185）が紹介されている。
なお、著者は本書において、国際赤十字社の代表として来広していたマルセル・ジュノー博士が、敗戦直後の枕崎台風により「宮島で土砂流のため死亡」と記述しているが、その後誤りであることが明らかになり、刊行後の海外取材により被爆者の救援に尽力したジュノーの業績を再発掘する著書『ドクター・ジュノー - 武器なき勇者』（新潮社）を1979年に刊行した。。

## 内容
以下、各章で言及された主要エピソードについて述べる（カッコ内は日録で言及された日付）。

### 第1章
新聞休刊の廃止（1/1）、正月の市内劇場・映画館の上演・上映ラインナップ（1/4）、三河地震（1/15）、県内家庭配給用品の状況（1/20）、三村剛昂（広島文理大教授）らによる「科学戦」座談会（2/2など）、日本新聞会の解散と日本新聞公社の発足（2/4）、空襲下の東京に出張（2/7〜2/11）、中国地方軍官連絡の初会同（3/6）。

### 第2章
東京大空襲（3/10）、長子の流産（3/16）、広島市内への米軍機初来襲（3/19）、小磯内閣の退陣と鈴木内閣の成立（4/5）、ルーズベルト米大統領の死去とトルーマンの大統領昇格（4/13）、松村光麿県知事の退任と大塚惟精知事の就任（4/21、4/27）、地方新聞の持ち分合同の実施（4/28）、広島市内初空襲（4/30）、ヒトラー独総統の自決（5/1）、広空襲（5/5）、広島留学中の南方特別留学生との交流（5/9）、勝札の発売（5/15）、執筆記事の内容で憲兵隊から注意（5/24）、東京山の手空襲（5/25）、米軍機が県下で宣伝ビラまき（6/1）、中国行政協議会解散・中国総監府発足にともなう高野源進県知事の就任（6/10）、市内大手町から郊外の府中町への転居（6/11〜6/14）、中国新聞社国民義勇隊の発足（6/16）、呉海軍工廠空襲（6/22）、第二総軍の畑俊六元帥との会見と敗戦示唆（6/25）、岡山空襲取材のための出張（6/29〜6/30）、呉空襲（7/2〜7/3）、本社工場の温品村疎開（7/6、7/20、7/23）、呉軍港空襲（7/24）、ポツダム宣言の発表（7/28）、召集令状を受ける（8/2）、被爆前の最後の当直（8/5）。

### 第3章
帰宅直後に府中町の自宅で原爆被災、比治山で重傷の産経新聞記者と遭遇、広島駅前・常磐橋・牛田・白島の惨状、広島城内で米軍捕虜に遭遇、松村参謀長から「新型爆弾投下」の中国軍管区司令部発表、全焼した中国ビルで社の被害を確認（以上、8/6）。再び新聞社へ、社の義勇隊の壊滅を知る（8/7）、臨時県庁となった東警察署で高野県知事からの「知事論告」を受領、県庁および総監府幹部・新聞社員・在広島著名人などの消息（8/8）、福山空襲、国鉄・市電の運行再開、体調不良による横臥中にソ連の対日宣戦・長崎への原爆投下を知る（8/9）、新聞の代行印刷・発行の開始、「口伝隊」の活動、京都・大阪・東京の3帝大調査団の来広、「新型爆弾は原子爆弾」との発表（8/12）、妻・義姉の疎開（8/13）。

### 第4章
上流川町の放送局跡で聴いた「玉音放送」（8/15）、敗戦後の入営と即日帰郷（8/17）、東洋工業社内での事務室設置と新聞社の再建開始（8/20）、天気予報の復活（8/22）、原爆症の症状（8/23）、「一億総懺悔」発言と新聞人の戦争責任（8/24、8/30）。

### 第5章
姪の病死（9/2）、アメリカ記者団の来広と取材（9/3）、原爆症に関する都築東大教授の発表（9/5）、言論・新聞に関するマッカーサー司令部の方針発表、万国赤十字社代表のジュノー博士の来広（9/10）、東條英機の自殺未遂（9/15）、枕崎台風の襲来と被害（9/17〜9/19）、プレスコードの発令（9/22）、天皇・マッカーサー会見と天皇の戦争責任（10/1）、広島駅前の闇市取材（10/6）、新聞社の採用試験（10/16）、楠瀬常猪知事の着任（10/28）、新聞の自力発行再開（11/1）、新聞の民主化に関する議論（11/5）、地方行政の停滞（11/24）、米軍による被爆米兵捕虜虐待の捜査（11/30）、楠瀬知事の郡部訪問と同行取材（12/3）、戦後初の県議会開催（12/12）、近衛文麿の自殺とラジオ番組「真相はこうだ」の放送（12/12）、細田民樹の来社と『中国文化』創刊など文化人の動向（12/18）、県議会の活発な討論と閉会（12/22）、天皇「人間宣言」の発表（12/31）。

## 書誌情報
- 大佐古一郎『広島 昭和二十年』 中公新書、1975年